# فرنسيس لوغو
فرنسيس لوغو (بالإسبانية: Francis Lugo)‏ هي متسابقة ملكة الجمال فنزويلية، ولدت في 6 يناير 1988 في ماتورين في فنزويلا.